# Karl Engel (football)
Pour les articles homonymes, voir Karl Engel et Engel.
Karl Engel, né le 24 novembre 1952 à Schwytz, est un joueur de football international suisse qui évoluait au poste de gardien de but. Après la fin de sa carrière de joueur, il se reconvertit comme entraîneur.

## Biographie

### En club
Karl Engel réalise l'intégralité de sa carrière en Suisse. Il joue en faveur du FC Lucerne (cinq saisons), puis du Servette FC (quatre saisons), puis du Neuchâtel Xamax (six saisons), et enfin du FC Lugano (trois saisons).
Il dispute approximativement 300 matchs en première division suisse. Il remporte avec le Servette un titre de champion, et deux Coupes de Suisse.
Il participe également aux compétitions européennes, disputant quatre rencontres en Coupe d'Europe des clubs champions, 20 en Coupe de l'UEFA, et huit en Coupe des coupes. Avec le Neuchâtel Xamax, il est quart de finaliste de la Coupe de l'UEFA en 1982 puis en 1986. Il atteint par ailleurs avec le Servette les quarts de finale de la Coupe des coupes en 1979.

### En équipe nationale
Karl Engel reçoit 26 sélections en équipe de Suisse entre 1978 et 1985.
Il joue son premier match en équipe nationale le 6 septembre 1978, en amical contre les États-Unis (victoire 2-0 à Lucerne). Il reçoit sa dernière sélection le 13 novembre 1985, contre la Norvège. Cette rencontre qui se solde par un nul (1-1) rentre dans le cadre des éliminatoires du mondial 1986.
Il dispute un total de 10 matchs rentrant dans le cadre des éliminatoires des Coupes du monde, mais également un match lors des éliminatoires du championnat d'Europe 1980.

### Carrière d'entraîneur
Après avoir raccroché les crampons, il dirige les joueurs du FC Lugano et du FC Bâle.

## Palmarès de joueur
- Champion suisse en 1979 avec le Servette FC
- Vice-champion suisse en 1977 et 1978 avec le Servette FC ; en 1986 avec le Neuchâtel Xamax
- Vainqueur de la Coupe de Suisse en 1978 et 1979 avec le Servette FC
- Finaliste de la Coupe de Suisse en 1976 avec le Servette FC ; en 1985 avec le Neuchâtel Xamax
- Vainqueur de la Coupe de la Ligue suisse en 1977 et 1979 avec le Servette FC
- Vainqueur de la Coupe des Alpes en 1976 et 1978 avec le Servette FC
- Finaliste de la Coupe des Alpes en 1982 avec le Neuchâtel Xamax